# いっぱいキスしよう
「いっぱいキスしよう」は、1993年5月19日に、東芝EMI / EASTWORLDからリリースされた山下久美子の24枚目のシングル。

## 作品概要
「いっぱいキスしよう」は、東芝グループCM曲に起用された。
アルバム『CENTURY LOVERS』からの先行シングルで、アルバムには「いっぱいキスしよう」と「愛してたなんていまさら」のアルバムバージョンが収録されている。

## 収録曲
| 全作曲: 布袋寅泰。 |                                                          |           |            |                  |      |
| #                  | タイトル                                                 | 作詞      | 作曲・編曲 | 編曲             | 時間 |
| 1.                 | 「いっぱいキスしよう」                                   | 康珍化    | 布袋寅泰   | 布袋寅泰・門倉聡 | 5:04 |
| 2.                 | 「愛してたなんていまさら」                               | 布袋寅泰  | 布袋寅泰   | 布袋寅泰・門倉聡 | 4:52 |
| 3.                 | 「いっぱいキスしよう〜Aqua Kiss (Instrumental Version)」 |           | 布袋寅泰   | 門倉聡           | 5:22 |
| 合計時間:          | 合計時間:                                                | 合計時間: | 合計時間:  | 15:18            |      |